# MV Agusta
Ne doit pas être confondu avec Agusta.

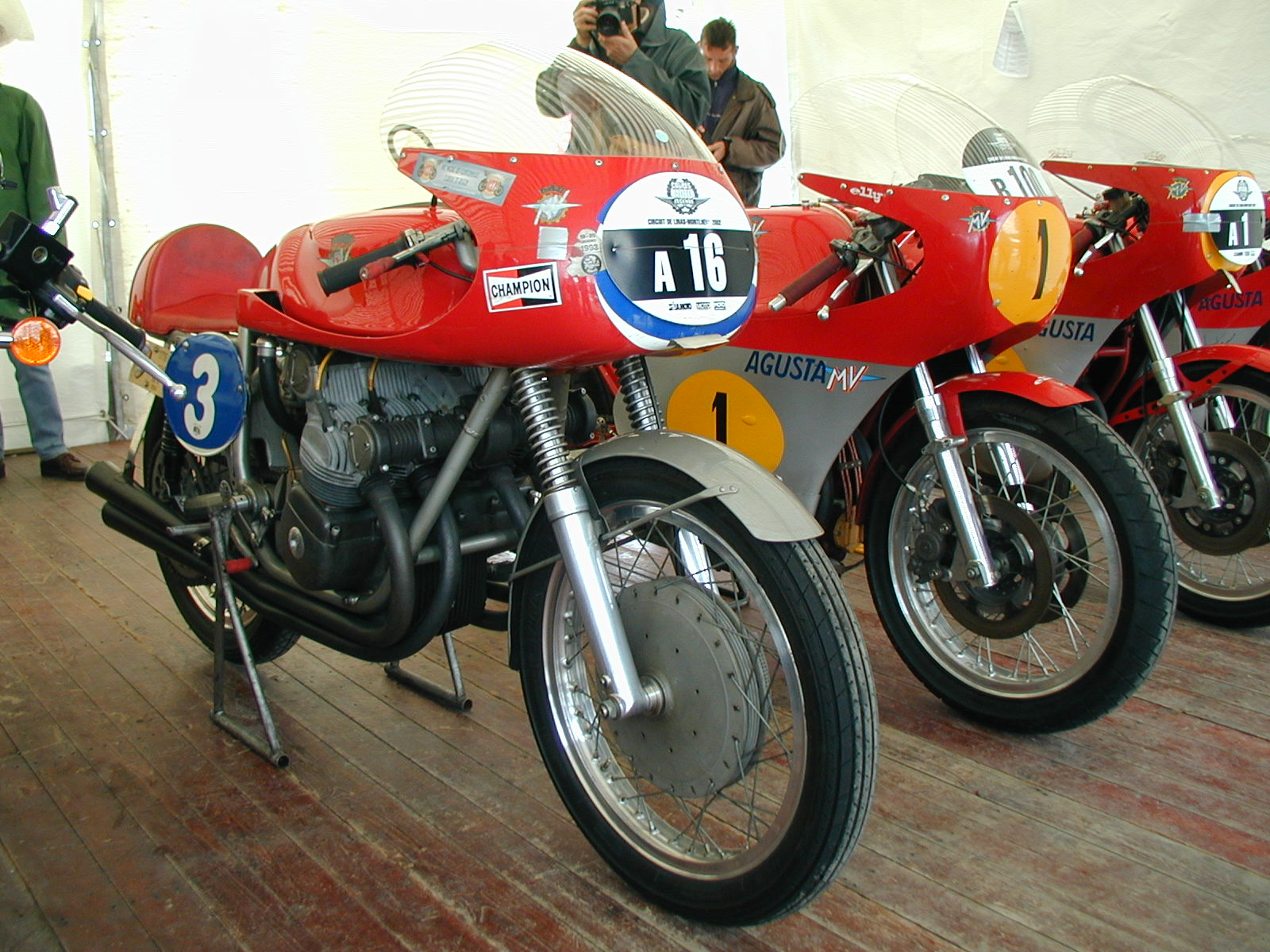
Les MV Agusta de compétition.

MV Agusta (Meccanica Verghera Agusta S.p.A.) est une marque de motos italienne créée en 1945 par Domenico Agusta à Verghera, une frazione de Samarate, dans la province de Varèse, dans le nord de la Lombardie. Le siège social de la société se trouve aujourd'hui à Varèse.

## Compétition
MV Agusta a remporté 37 titres en championnats du monde de vitesse moto :
- en 500 (John Surtees, Gary Hocking, Mike Hailwood, Giacomo Agostini), 18 titres : 1956 et de 1958 à 1974 sans discontinuer ;
- en 350 (John Surtees, Gary Hocking, Giacomo Agostini), 11 titres : de 1958 à 1961 et de 1968 à 1974 sans discontinuer ;
- en 250 (Carlo Ubbiali, Tarquinio Provini), 4 titres : 1956 et de 1958 à 1960 sans discontinuer ;
- en 125 (Carlo Ubbiali), 5 titres : 1952, 1956 et de 1958 à 1960 sans discontinuer.

MV Agusta était la marque fétiche du champion italien Giacomo Agostini.
En catégorie 500 cm3, l’hégémonie de MV Agusta éblouit le monde la compétition moto. La marque a remporté dix-sept titres d'affilée de 1958 à 1974. Aux guidons de ces bolides propulsés par des moteurs à quatre temps, des champions comme John Surtess, Gary Hocking, Mike Hailwood, Giacomo Agostini et Phil Read. Si on ajoute le sacre de Surtess en 1956, le nombre de championnats gagnés par MV Agusta s’élève à dix-huit consécrations. C'est le record dans cette catégorie des 500 cm3 depuis la création officielle du Championnat du monde en 1949. En 2002, apparaissait la nouvelle catégorie MotoGP.

## Histoire
En 1907, le comte Giovanni Agusta fonde une fabrique d'avions sous le nom de « Costruzioni Aeronautiche Giovanni Agusta ». En 1927, le comte meurt en laissant à son fils Domenico une entreprise moribonde dans un secteur en déclin. La Première Guerre mondiale est terminée et l'Italie a besoin de se reconstruire. De grands travaux routiers sont engagés, le besoin de mobilité se fait sentir. L'usine décide de produire, à partir de moteurs d'avions, des petits moteurs économiques pour équiper des vélos. Ces moteurs deux-temps ont une cylindrée de 98 cm3 et une boîte à deux rapports.
La Seconde Guerre mondiale débute et l'usine est occupée par les Allemands. La production de moteurs pour vélos s'arrête. À la fin de l'occupation, le 19 janvier 1945, Domenico crée Meccanica Verghera Agusta S.p.A. et se consacre à la production motocycliste bien qu'il subsiste toujours une branche aéronautique, mise en sommeil après les sanctions de guerre, jusqu'en 1950.
En 1952, l'usine Agusta commence la fabrication d'hélicoptères dotés d'un moteur Bell produit sous licence. Le département aviation redevient l'activité fondamentale de la société mais le comte Domenico Agusta ne délaisse pas son hobby, les courses de motos.

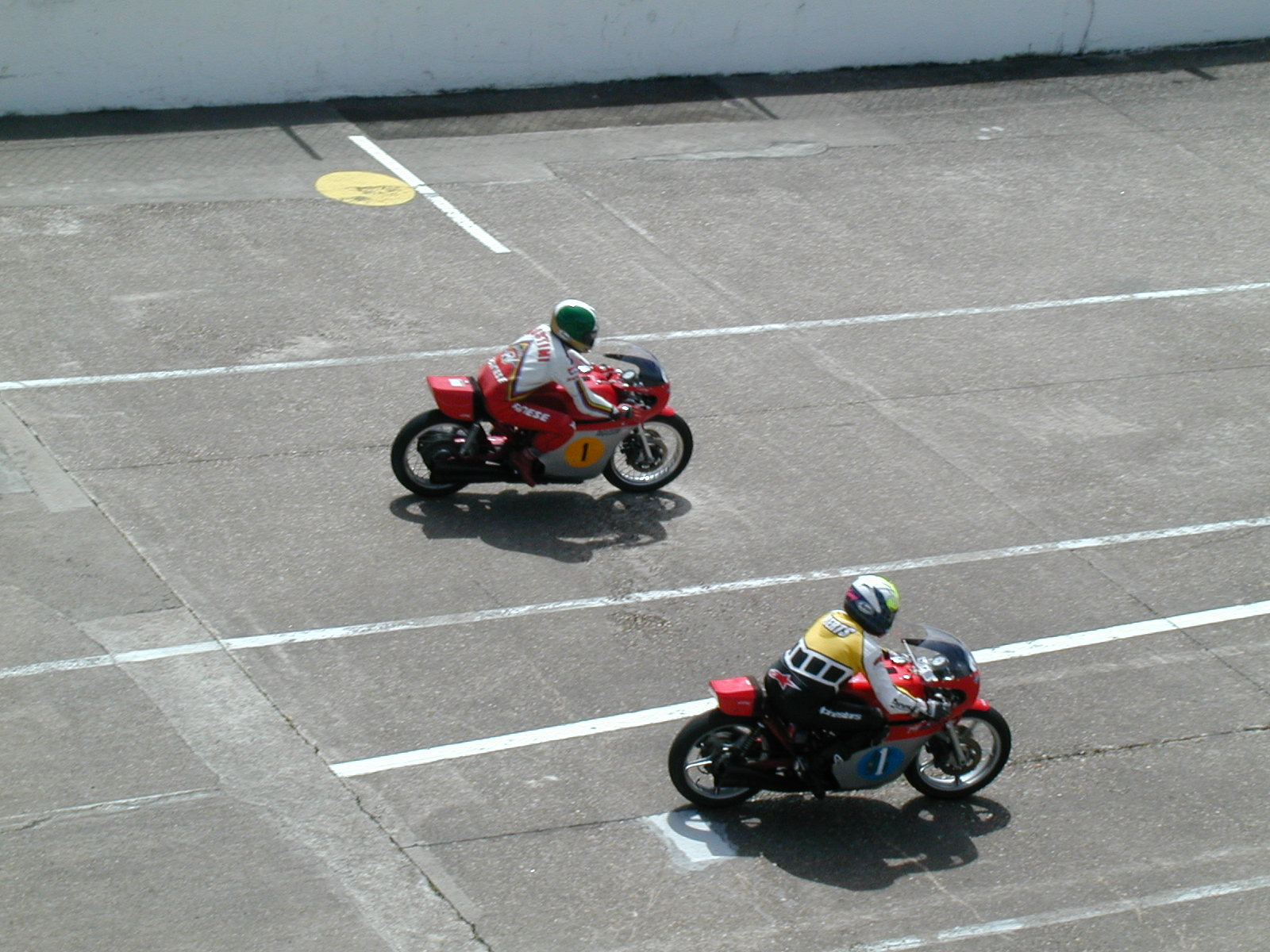
Kenny Roberts et Giacomo Agostini sur MV Agusta à Monthléry, en 2002, pour les Coupes Moto Légende.

En 1959, le constructeur de motos dépose un brevet concernant un nouveau système de lubrification révolutionnaire, système qui permet à Agusta d'accorder une garantie de 100 000 km sur ses motos.
Dans les années 1960 et jusqu'au début des années 1970, dernier titre 350 cm3 en 1972 et 500 cm3 en 1973, la marque domine la compétition motocycliste 350 cm3 et 500 cm3 avec son pilote vedette Giacomo Agostini. Puis les motos, qui restent à moteur 4-temps, ne sont plus compétitives face aux motos 2-temps des marques japonaises, plus légères.
Le comte Domenico Agusta décède le 2 février 1971. Son frère Corrado Augusta prend la direction du groupe Agusta. Au cours de la décennie écoulée, la division hélicoptères avait connu une expansion très rapide et le programme lié au lancement du nouveau modèle Agusta A109 allait encore augmenter considérablement les effectifs et l'activité de la société. La direction décide alors de rechercher un partenaire qui puisse gérer cette activité avec une structure adaptée. En 1973, un accord pour la cession de 51 % du capital de la branche aviation est signé avec l'EFIM (Ente partecipazioni e Finanziamento Industrie Manifatturiere) mais le prix à payer sera la séparation des deux secteurs d'activité, l'aviation et les motos en sociétés indépendantes). En 1982, ce secteur d'activité a été racheté entièrement par l'EFIM, intégré dans la holding d'État Finmeccanica en 1994 et renommé « Leonardo S.p.A. » en 2017.
Deux courants s'opposent alors au sein de la direction de l'usine. Le premier veut consacrer une grosse partie du budget à la compétition, au risque de mettre l'usine en faillite. L'autre entend réduire l'engagement en course pour retrouver une progression significative du chiffre d'affaires. Le compromis se solda par une baisse de la production des modèles de course et par l'amaigrissement de la gamme routière.
En 1977, l'usine est au bord de la faillite. Pour espérer recourir un jour, elle doit abandonner le programme compétition. Peine perdue, le dernier modèle sort des entrepôts de Cascina Costa en 1980.
En 1992, les frères Castiglioni ont conduit Cagiva sur les rails du succès, remis Ducati à flot… Ce sont surtout des passionnés fervents défenseurs de l'industrie italienne. Ils se doivent donc de faire revivre MV Agusta. Cagiva est intégré au groupe MV Agusta.
Mais parallèlement, leur engagement avec la 500 en Grand Prix coûte très cher. Ils décident d'arrêter la compétition, mais c'est trop tard et les finances vont mal. Ils décident de conserver MV Agusta et de revendre Ducati, étant sentimentalement et géographiquement plus proches de MV. Le CRC (Cagiva Research Center) développera donc celle qui a été imaginée comme la remplaçante de la mythique Ducati 916 : la F4.
En 1997, l'activité de fabrication de moto du Cagiva Group devient MV Agusta Group (MV Agusta S.p.A.). Ce dernier contient alors les marques MV Agusta, Cagiva et Husqvarna, ainsi que le centre de recherche et développement CRC.
En 1999, une nouvelle usine est ouverte à Cassinetta di Biandronno (Varese). Le groupe compte alors 500 salariés, dont 150 en recherche et développement.
En 2003, la production qui avait cessé reprend en février 2003 grâce au soutien de Banca Intesa.
En 2004, le malaisien Proton rachète MV Agusta Group,,.
En 2006, Proton revend MV Agusta Group à la société d'investissement italienne GEVI S.p.A.
En 2007, MV Agusta Group vend la marque Husqvarna au constructeur allemand BMW.
Le 11 juillet 2008, un accord est signé entre MV Agusta Group et Harley-Davidson. La firme de Milwaukee rachète la totalité du groupe MV Agusta, pour 68,3 millions d'euros, permettant d'effacer la dette de 47,5 millions d'euros,.
Le 6 août 2010, MV Agusta Motor S.p.A. est racheté à 100 % par Claudio et Giovanni Castiglioni, à travers la holding familiale. Massimo Bordi, ex-patron de Ducati, dirige le groupe.
En octobre 2014, Daimler-Benz annonce l'acquisition, via Mercedes-AMG, de 25 % de MV Agusta pour un prix indéterminé. Mercedes-AMG pensait faire une bonne affaire et en début d'année 2016 veut revendre sa participation mais temporise et ne cède que 5 % et tombe à peine à moins de 20 % du capital, ce qui va entraîner le remboursement de l'ensemble du prêt bancaire consenti en 2014, conformément aux clauses contractuelles. Mercedes voulait racheter à bas prix le reste de la société, sûre qu'elle ne pourrait pas rembourser.
Le 18 novembre 2014, le Lac de Varese connait une crue catastrophique avec l'inondation des terrains environnants dont l'usine MV Agusta qui n'a repris la production qu'en janvier 2015.
En juillet 2017, Mercedes-AMG vend le reste de sa participation (environ 19 %) à la famille russe Sardarov. Le 18 décembre 2017, un communiqué de presse annonce que MV Holding, une société financière contrôlée par Giovanni Castiglioni et la famille Sardarov, rachète la participation précédemment détenue par Mercedes-AMG. Dans le même communiqué, il est fait état de la situation financière qui s'est bien améliorée car la société a dégagé un excédent en 2017,.
En juillet 2019, MV Agusta Motor signe un accord de coopération avec le constructeur chinois Loncin Motor Company pour l'étude et la fabrication de motos de 350 et 500 cm3. L'étude, la mise au point et la fabrication doivent être réalisées par MV Augusta en prenant comme base ses moteurs de 675/800 cm3. Les motos devaient être commercialisées sous les deux marques MV Agusta et Loncin, VOGE. Mais le groupe chinois renonce. MV Agusta est alors sollicité par un autre constructeur chinois, QJ, propriétaire de Benelli, pour la fourniture de moteurs pour ses futures motos.

## Production

### Produits automobiles
Au cours de la période d'après guerre, alors que l'Italie devait se reconstruire et les habitants se déplacer, MV Agusta n'a pas pensé à construire uniquement des motos mais aussi d'autres moyens de transport, des véhicules utilitaires légers. L'époque était favorable à tout moyen de transport, même rudimentaire.
En 1947, MV Agusta présente son premier motocarro, un tricycle motorisé, construit en raccordant un avant de moto et une remorque à l'arrière, le tout solidement fixé sur un robuste châssis. Ce type d'engin était très en vogue à l'époque en Italie mais aussi en Allemagne qui les utilisait aussi comme taxi. Le modèle MV Agusta utilisait le moteur de la fameuse MV 98, monocylindre à deux temps de 98 cm3. Durant l'année 1948, plusieurs modèles (en Italie, destinés uniquement au transport de marchandises) ont vu le jour, dotés du moteur MV Agusta de 125 cm3 avec une boîte à trois vitesses. En 1953, MV Agusta présente le prototype d'une voiturette à deux places, Vetturetta 350. Le modèle resta au stade du prototype qui est visible au musée MV Agusta.
En 1954, MV Agusta présente le Motocarro 175. Ce modèle comporte un moteur à quatre temps de 172,3 cm3 avec un seul arbre à cames en tête, et offre une charge utile de 350 kg.
En 1956, MV Agusta présente la fourgonnette 1100 / D2 dotée d'un moteur diesel bicylindre de 1 079 cm3 avec une boîte de vitesses à quatre rapports, développant 27 ch, disposait d'une charge utile de 1 000 kg. Une version pick-up a suivi. Quelques mois plus tard la version 1101 / D2L, avec une charge utile de 1 200 kg a été lancée.
En 1958, MV Agusta présente le Centauro 150 RF, le troisième triporteur utilitaire de la marque, mais le premier doté d'une cabine fermée, animé par un moteur quatre temps de 150 cm3 développant 7 ch à 5 000 tr/min, une boîte de vitesses à quatre rapports et marche arrière permettant une vitesse de 60 km/h, une charge utile de 350 kg. En mai 1961, le modèle est remplacé par le Centauro 150 RBF.
En 1961, MV Agusta présente un triporteur plus gros, le Trasporto Tevere (TT) dont la charge utile était de 520 kg, doté d'un moteur quatre temps de 235 cm3 développant 10 ch avec un circuit de refroidissement. D'autres versions sont apparues, les MV TTB (1961) et MV TTC (1965).
En 1975, MV Agusta présente la Mini Moto 4V qui ressemble à une moto de course MV, y compris les quatre tuyaux d'échappement et le carénage avant Grand Prix, avec un moteur de 50 cm3 développant 1,5 ch.
MV Agusta réalisa également un aéroglisseur monoplace doté d'un moteur bicylindre à deux temps de 300 cm3 en 1959, un tracteur compact « 185 » en 1962 et un transporteur tout-terrain chenillé articulé créé à la demande du ministère de la Défense italien en 1969.

### Modèles marquants
On compte la MV Agusta 750 Sport, ou 750 S (1969-1974), avec frein avant à tambour, 560 exemplaires dont certains sont livrés avec des freins à disque en option ; la 750 GT, dont 50 exemplaires sont produits entre 1972 et 1974, et enfin la 750 America, qui cubait 780 cm3 (1975-1976), produite à 550 exemplaires.

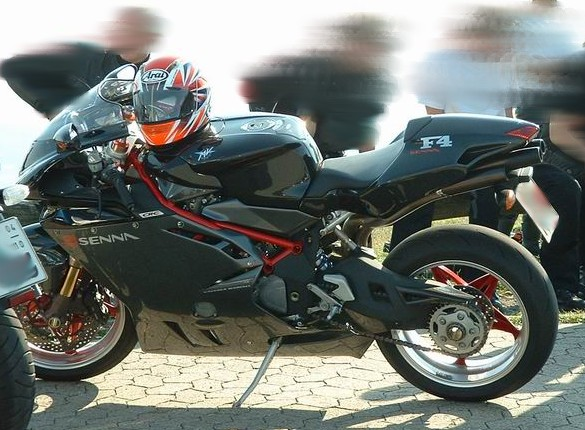
MV Agusta F4 Senna.

### Production contemporaine
- F4, 750, 1000, et 1078 dans ses différentes déclinaisons.
- F3.
- Brutale 675, 750, 910, 989 et 1078 dans ses différentes déclinaisons puis, en 2010, 990R et 1090R, et en 2011 le modèle 920.
- Rivale 800.
- Dragster 800.
- Turismo Veloce 800.

## Prix et récompenses
- Brutale 910 R : élue plus belle moto du Salon (EICMA 2005).
- Brutale 1078 RR : plus belle moto du Salon (EICMA 2007).
- F3 : plus belle moto du Salon (EICMA 2010).
- F4 : plus belle moto du web (2010).
- Rivale 800 : plus belle moto du Salon (EICMA 2012).
- Brutale 1000 Serie Oro : plus belle moto du Salon (EICMA 2018).
- Superveloce : plus belle moto du Salon (EICMA 2018), plus belle moto « Villa d'Este » dans la catégorie Concept Bikes (2019), Prix d'excellence du design lombard (2019).
- Brutale 800 RR : Prix du Design de l'année aux India Bike Awards (2019).
- Superveloce Ago : plus belle moto du Salon (EICMA 2021).

## Modèles historiques

### Routières
- Motocyclettes
  - MV Agusta Vespa 98 (1945-1947)
  - MV Agusta 125 bicylindre (Prototype 1947)
  - MV Agusta 250 (1947-1950)
  - MV Agusta 125 (1948-1949)
  - MV Agusta 500 4C Turismo R19 (Prototype 1950)
  - MV Agusta 83 Checca (1958-1960)
  - MV Agusta 99 Checca (1960-1969)
  - MV Agusta 124 Checca (1962-1964)
  - MV Agusta 125 Turismo (1949-1953)
  - MV Agusta 150 Turismo (1952-1953)
  - MV Agusta 175 Turismo (1954-1958)
  - MV Agusta 125 Turismo Rapido (1954-1958)
  - MV Agusta 125 Sport 2 temps (1949-1951)
  - MV Agusta 125 GT/GTL/GTL-S (1959-1973)
  - MV Agusta 150 Sport (1959-1969)
  - MV Agusta Centomila (1959-1963)
  - MV Agusta 125 Pullman (1953-1956)
  - MV Agusta 125 Superpullman (1956-1957)
  - MV Agusta 125 Regolarità (1965-1970)
  - MV Agusta 125 Sport (1975-1977)
  - MV Agusta 250 Bicylindre Turismo (1968-1971)
  - MV Agusta 250 Bicylindre Scrambler (1969-1970)
  - MV Agusta 350 Sport (1970-1971)
  - MV Agusta 350 Gran Turismo (1972-1974)
  - MV Agusta 350 Scrambler (1972-1974)
  - MV Agusta 350 Sport Elettronica (1972-1974)
  - MV Agusta 350 GT Ipotesi (1976-1977)
  - MV Agusta 600 Turismo 4C 6 (1967-1971)

- Cyclomoteurs
  - MV Agusta Liberty (1962-1968)
  - MV Agusta Germano (1964-1967)

- Scooters
  - MV Agusta A 125 (1949)
  - MV Agusta B 125 (1949)
  - MV Agusta C SL 125 (1950-1951)
  - MV Agusta C GT 125 (1950-1952)
  - MV Agusta D SL 125 (1952)
  - MV Agusta C GT 150 (1952)
  - MV Agusta Ovunque 125 (1952-1954)
  - MV Agusta Chicco 155 (1960-1964)

- Fourgons, microcars et triporteurs (motocarri)
  - MV Agusta 350 Vetturetta (1954)
  - MV Agusta 1100 D2 (1957-1964)
  - MV Agusta 150 Centauro RF (1958-1960)
  - MV Agusta 150 Centauro RFB (1961)
  - MV Agusta 235 Trasporto Tevere (1960)

## Gamme 2022

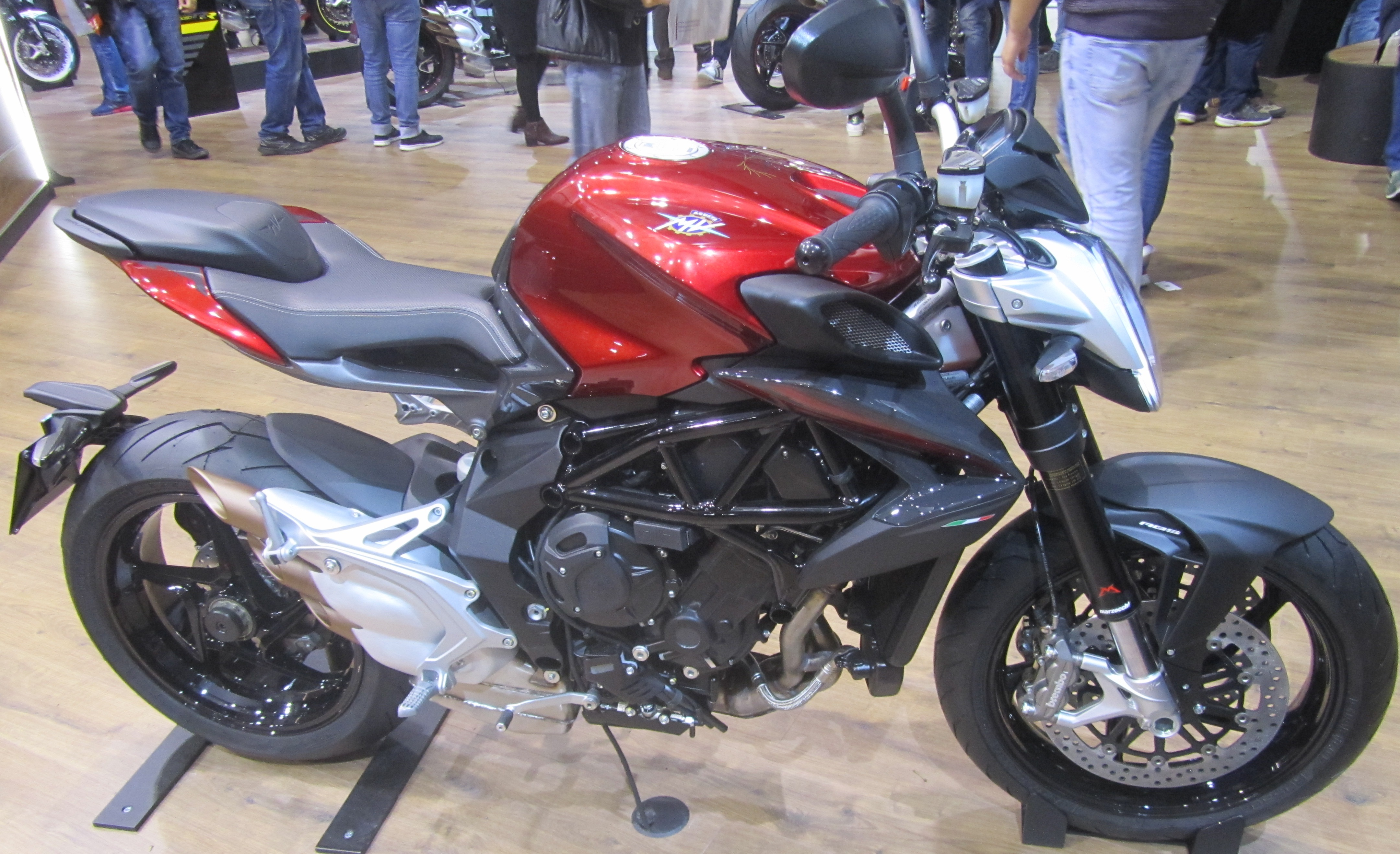
MV Agusta Brutale 800 (2019).
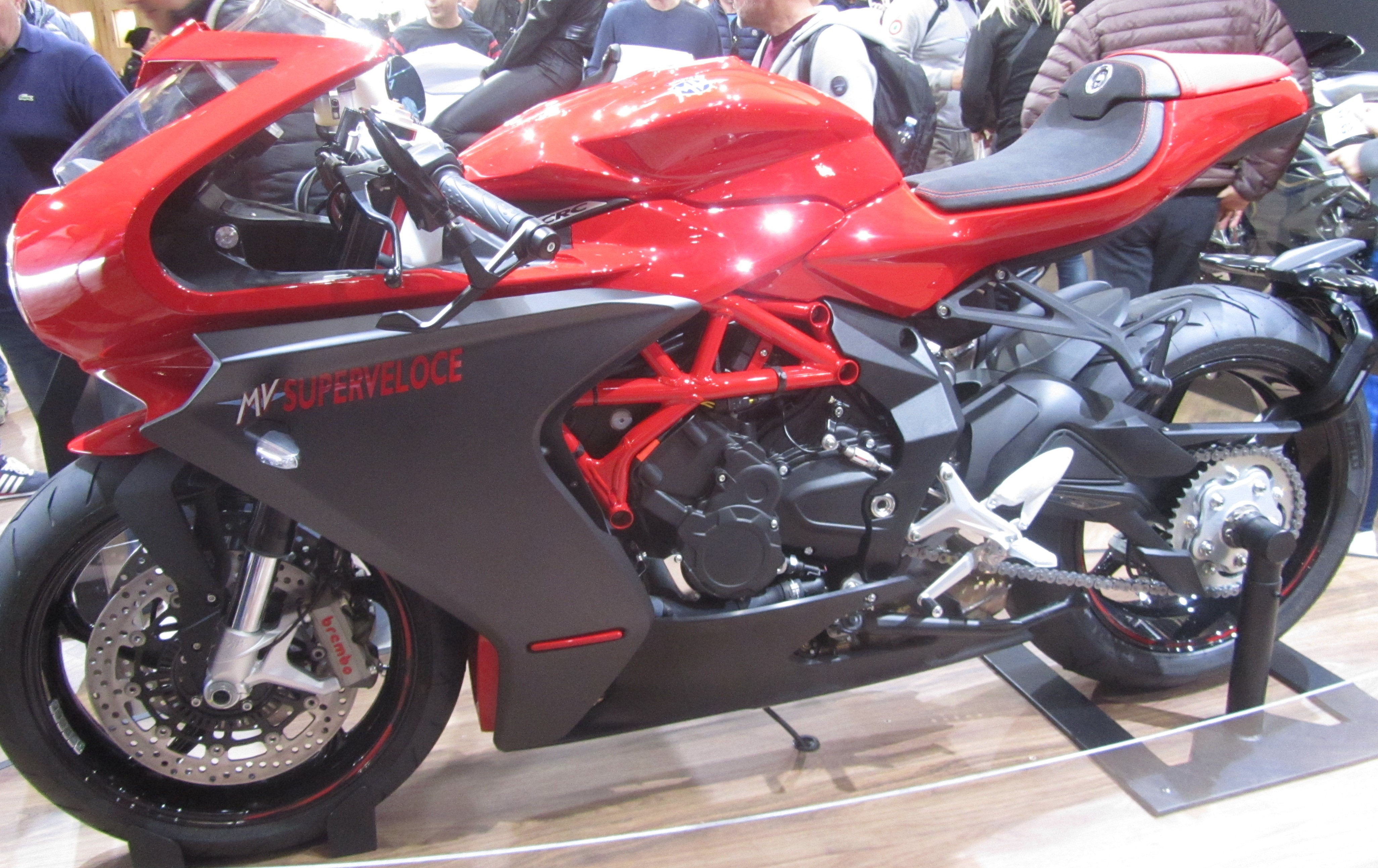
MV Agusta Superveloce 800 (2019).
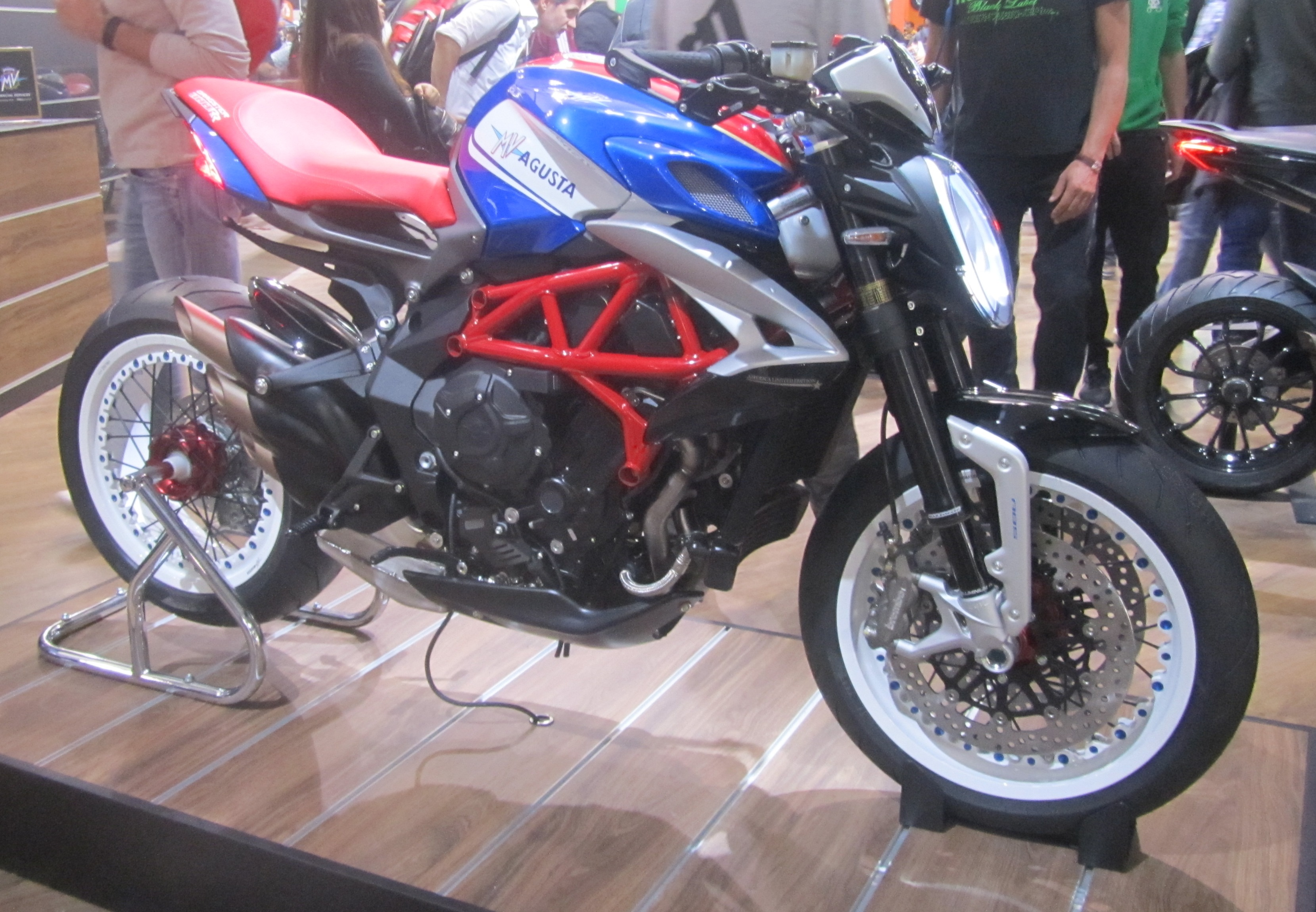
MV Agusta Dragster RR (2018).

- F3 (800 Rosso, 800 RR)
- Brutale (1000 Nurburgring, 1000 RR, 1000 RS, 800 RR SCS, 800 RR, 800 Rosso)
- Superveloce (800, S, Alpine, Ago)
- Turismo Veloce (800 Lusso, 800 Lusso SCS, 800 RC SCS, 800 Rosso)
- Dragster (800 RR SCS, 800 RR, 800 RC, 800 Rosso)
- Rush (1000)

### Compétitions

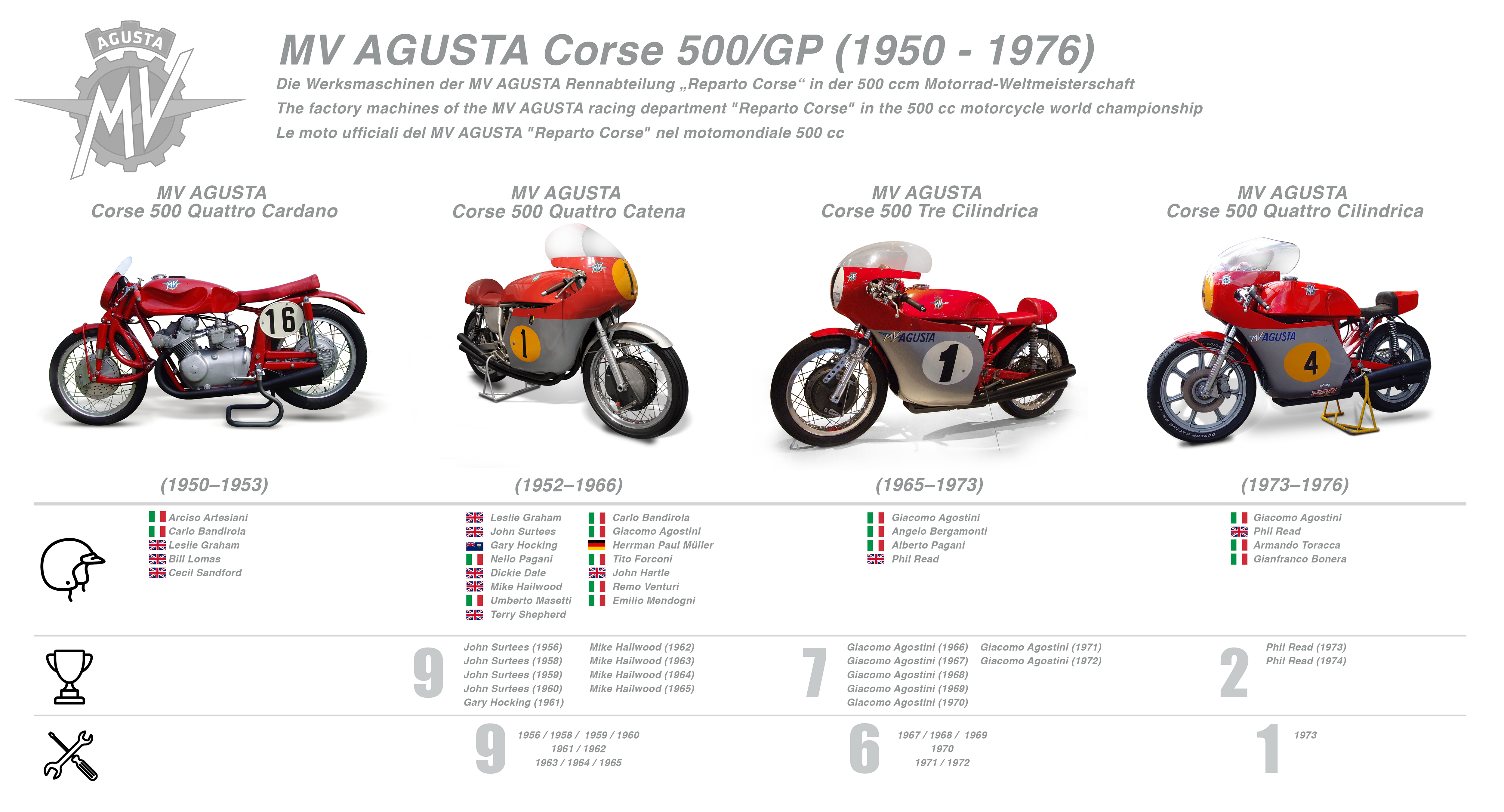
MV Agusta Corse.

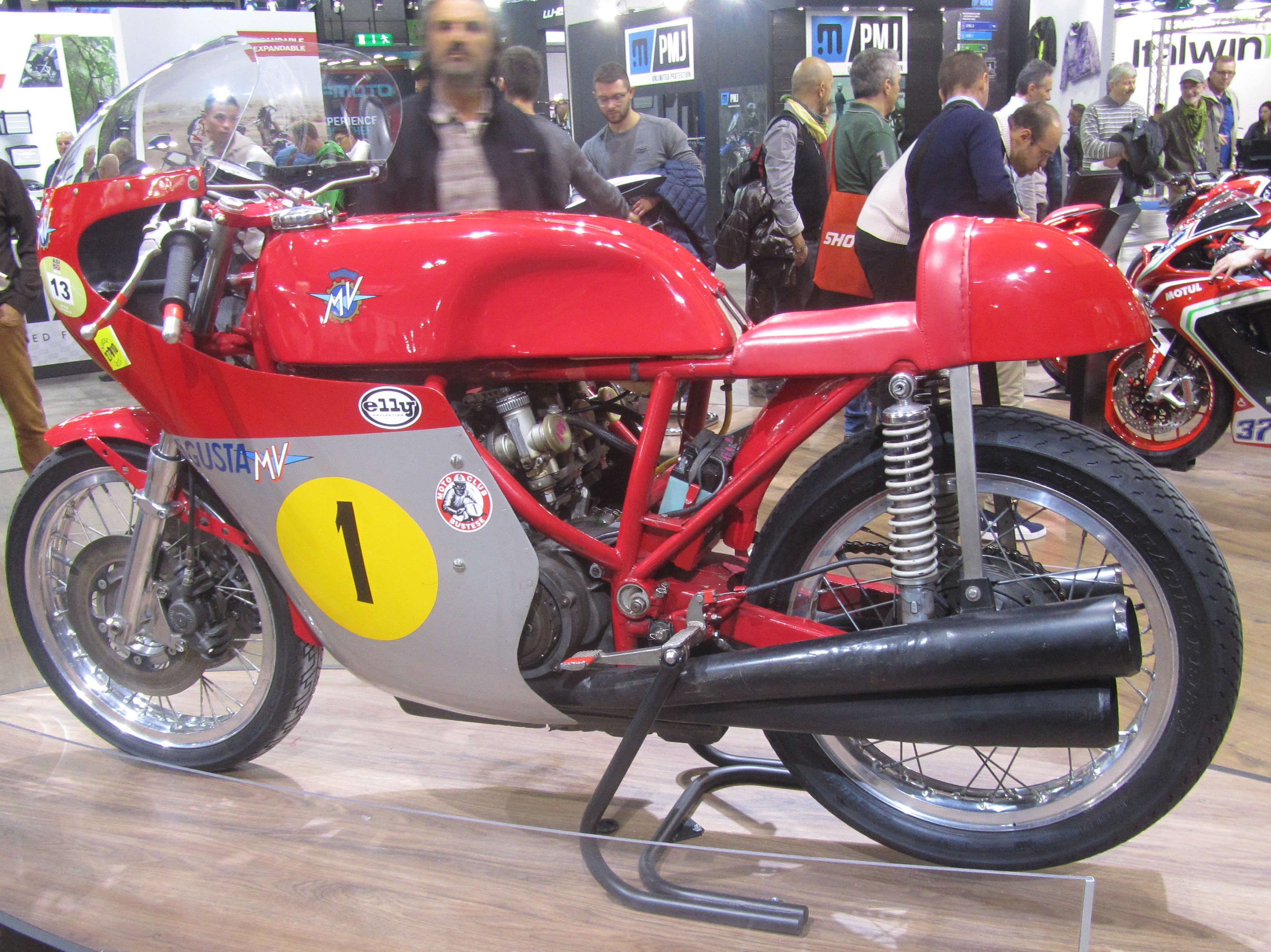
MV Agusta 500 tricylindre.

La division MV Agusta Reparto Corse gère l'ensemble des activités liées aux compétitions.
Le nom « MV Agusta » est devenu très populaire à partir de 1948 quand Franco Bertoni remporta la course en 125 cm3 du Grand Prix d'Italie.
Les plus célèbres motos de compétition sont :
- MV Agusta 500 4C Competizione R19 (1950-1952) ;
- MV Agusta 125 Motore Lungo (1951-1953) ;
- MV Agusta 125 Monoalbero Corsa (1952-1963) ;
- MV Agusta 350 3C (1965-1973) ;
- MV Agusta 500 3C (1966-1973) ;
- MV Agusta F4 RR (2013-) ;
- MV Agusta F3 (2013-) ;
- MV Agusta F2 (2019-).